# Tobías Martínez
Gonzalo Tobías Martínez, conocido simplemente como Tobías Martínez, (San Juan, Provincia de San Juan, 16 de marzo de 2001) es un piloto argentino de automovilismo de velocidad. Debutó profesionalmente en el año 2017 compitiendo en categorías de monoplaza de su país, habiendo corrido en las fórmulas Renault Argentina y Renault Plus, consagrándose campeón de esta última en 2019. Estas experiencias le abrieron las puertas a su debut en categorías de turismos, destacándose su participación en las divisiones de la Asociación Corredores de Turismo Carretera, donde se consagró campeón de TC Pista Mouras en 2020.
La obtención de este título le permitió ascender en el escalafón de ACTC, permitiéndole debutar en el TC Mouras en 2021.

## Resumen de carrera
| Temporada | Categoría                 | Equipo             | Coches          | Carreras    | Victorias   | Poles       | VR          | Podios      | Puntos      | Pos.        |
| --------- | ------------------------- | ------------------ | --------------- | ----------- | ----------- | ----------- | ----------- | ----------- | ----------- | ----------- |
| 2017      | Fórmula Renault Argentina | Litoral Group      | Crespi-Renault  | 24          | 0           | 0           | 0           | 0           | 145         | 17.º        |
| 2017      | Fórmula Renault Plus      | Aimar Motorsport   | Crespi-Renault  | 3           | 0           | 0           | 0           | 0           | 49          | 26.º        |
| 2018      | Fórmula Renault Argentina | Litoral Group      | Crespi-Renault  | 24          | 1           | 1           | 0           | 3           | 255         | 7.º         |
| 2018      | Fórmula Renault Plus      | Aimar Motorsport   | Crespi-Renault  | 16          | 4           | 0           | 2           | 7           | 263         | 3.º         |
| 2018      | TC 2000                   | Litoral Group      | Fiat Linea      | 2           | 0           | 0           | 0           | 0           | 0           | 36.º        |
| 2019      | Fórmula Renault Argentina | Litoral Group      | Crespi-Renault  | 23          | 5           | 1           | 5           | 12          | 410         | 3.º         |
| 2019      | Fórmula Renault Plus      | Aimar Motorsport   | Crespi-Renault  | 19          | 11          | 2           | 8           | 16          | 454         | 1.º         |
| 2020      | TC Pista Mouras           | Las Toscas Racing  | Chevrolet Chevy | 9           | 4           | 4           | 3           | 4           | 541,5       | 1.º         |
| 2021      | TC Mouras                 | Las Toscas Racing  | Chevrolet Chevy | 15          | 3           | 4           | 3           | 3           | 487,75      | 3.º         |
| 2022      | TC Pista                  | Las Toscas Racing  | Chevrolet Chevy | 14          | 0           | 0           | 0           | 1           | 254,25      | 19.º        |
| 2023      | TC Pista                  | Las Toscas Racing  | Chevrolet Chevy | 15          | 7           | 4           | 3           | 9           | 799         | 1.º         |
| 2023      | TCP Pick Up               | Midas Carrera Team | Toyota Hilux    | 3           | 1           | 0           | 0           | 2           | 103         | 16.º        |
| 2024      | Turismo Carretera         | Trotta Racing      | Torino NG       | 15          | 1           | 1           | 0           | 0           | 230.25      | 25.º        |
| 2025      | Turismo Carretera         | RUS Med Team       | Toyota Camry TC | Por definir | Por definir | Por definir | Por definir | Por definir | Por definir | Por definir |
| Fuente:   |                           |                    |                 |             |             |             |             |             |             |             |

## Resultados

### TC 2000
| Año  | Equipo        | Auto       | 1    | 2    | 3   | 4   | 5   | 6   | 7  | 8  | 9   | 10 | 11 | 12   | 13   | 14    | 15  | 16  | 17    | 18    | 19  | 20  | 21  | 22  | Res. | Puntos |
| ---- | ------------- | ---------- | ---- | ---- | --- | --- | --- | --- | -- | -- | --- | -- | -- | ---- | ---- | ----- | --- | --- | ----- | ----- | --- | --- | --- | --- | ---- | ------ |
| 2018 |               |            | AG I | AG I | CDU | CDU | CON | CON | RC | RC | BA  | LP | LP | SL I | SL I | AG II | SMM | SMM | SL II | SL II | ROS | ROS | PAR | PAR | -    | 0      |
| 2018 | Litoral Group | Fiat Linea |      |      |     |     |     |     |    |    | Ret |    |    | Ret  | Ret  |       |     |     |       |       |     |     |     |     | -    | 0      |

## Palmarés
| Título  | Categoría            | Automóvil       | Año  |
| ------- | -------------------- | --------------- | ---- |
| Campeón | Fórmula Renault Plus | Crespi-Renault  | 2019 |
| Campeón | TC Pista Mouras      | Chevrolet Chevy | 2020 |
| Campeón | TC Pista             | Chevrolet Chevy | 2023 |

### Citas
1. ↑  «Tobías Martínez. Los orígenes del joven piloto que comenzó en un karting y llegó al TC». San Juan al Mundo. 30 de abril de 2025. Consultado el 10 de agosto de 2025.
2. ↑  «Tobías Martínez marcó el ritmo en los entrenamientos y sigue imparable». Diario de Cuyo. Consultado el 6 de febrero de 2021.
3. ↑  «Tobías Martínez campeón de la Fórmula Renault Plus». Gobierno de San Juan. 4 de noviembre de 2019. Consultado el 8 de febrero de 2021.
4. ↑  «NADA PUEDE CON TOBÍAS MARTÍNEZ». Diario El Zonda. 5 de febrero de 2021. Consultado el 6 de febrero de 2021.
5. ↑  «Tobías Martínez dominó los ensayos del TC Mouras». www.elpatagonico.com. Consultado el 6 de febrero de 2021.
6. ↑  «Tobías Martínez | Racing career profile». Driver Database (en inglés). Consultado el 6 de febrero de 2021.

- Datos: Q105336465